# 静安寺

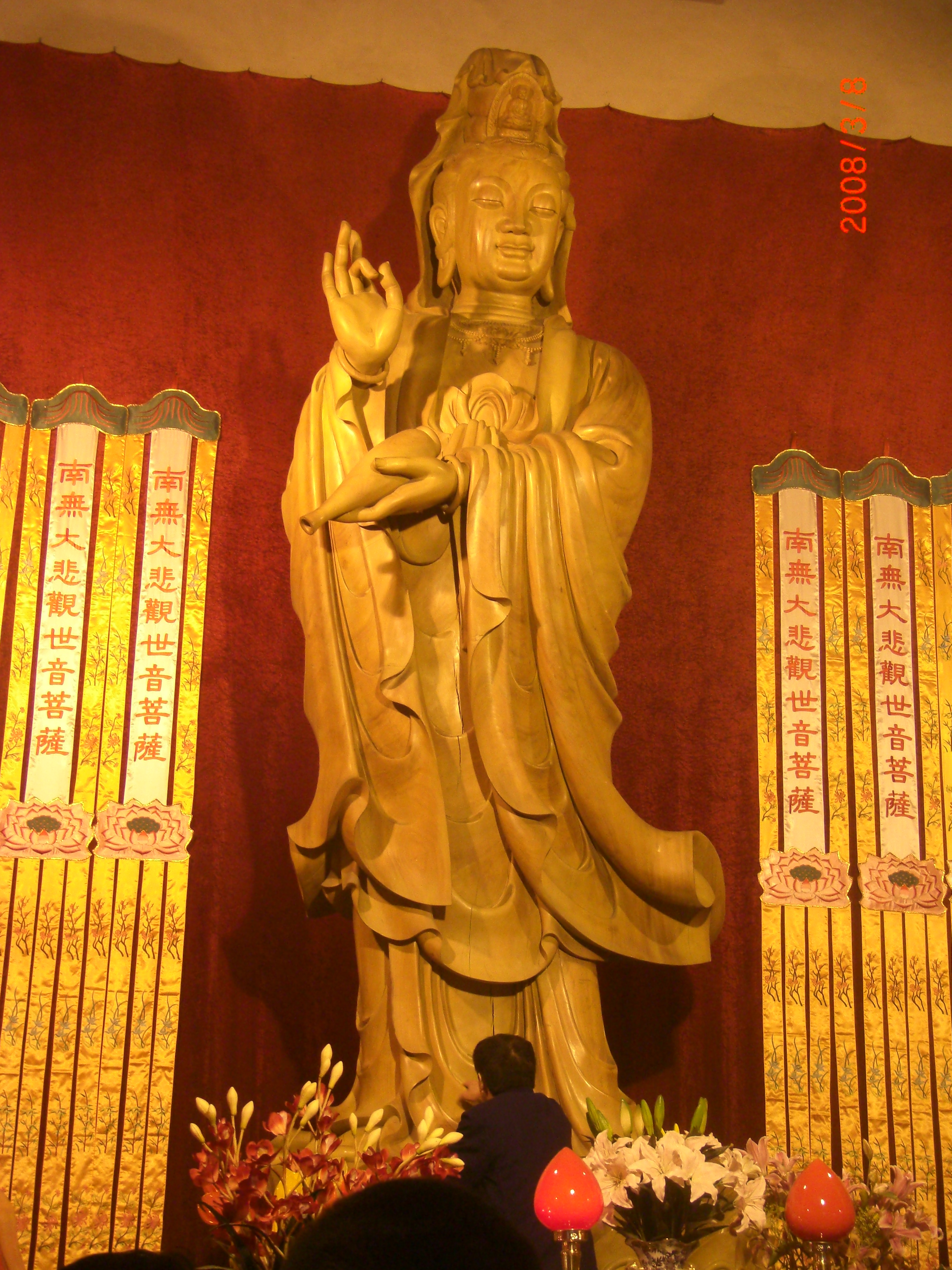
静安寺観音菩薩像

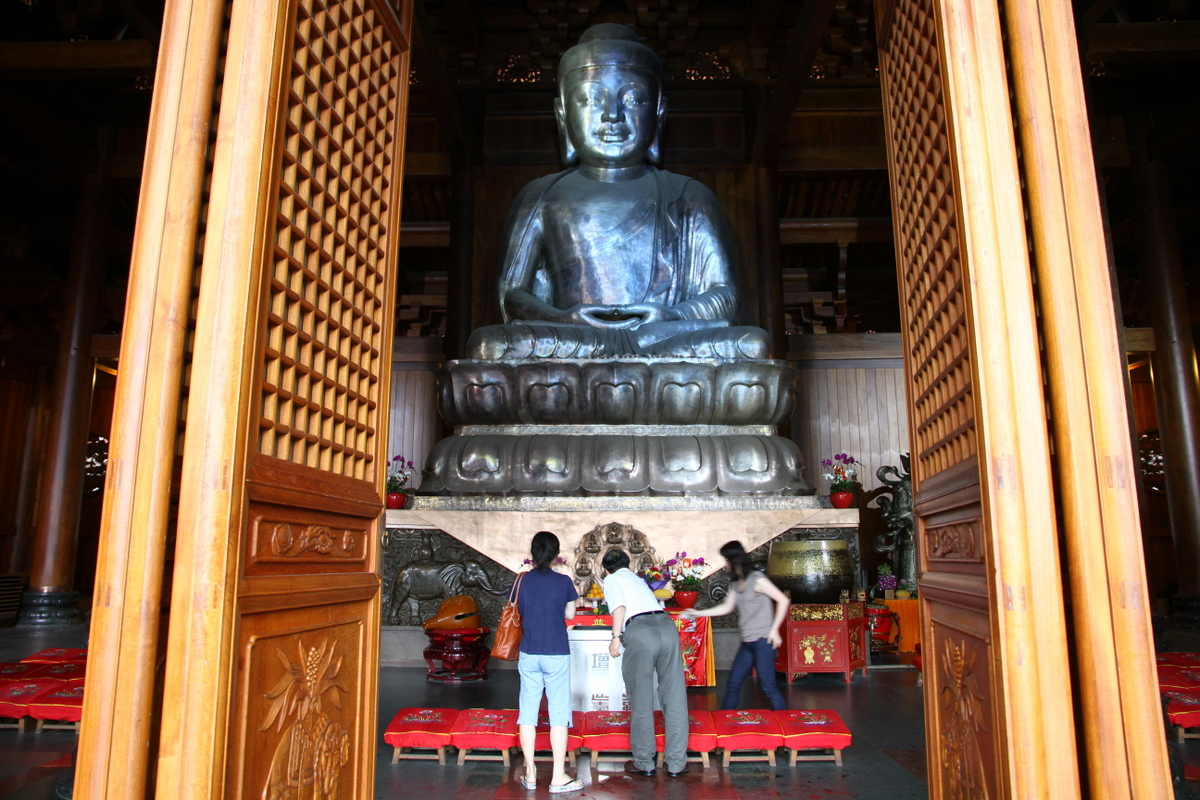
釈迦の像

静安寺（せいあんじ、簡体字中国語: 静安寺、拼音: Jìng'ānsì）は、中華人民共和国上海市静安区南京西路1686番に位置する仏教寺院。3世紀の三国時代に由来し、江南地域の悠久の歴史に影響を与えた名刹の一つである。空海も遣唐使として訪れている。しかし、歴史の中で移転、破壊、再建がなされ、現存する建物は1984年以降に再建されたものである。

## 歴史
境内の「赤烏碑」の記録によると、呉の孫権の命により247年（赤烏10年）に西域出身の康僧会によって建てられた、とされる。元の名前を滬瀆重元寺といい、呉淞江の北岸にあった。
唐の時、一度永泰禅院と改名。北宋の太宗の1008年（大中祥符元年）に今の静安寺となった。南宋の1216年（嘉定9年）の時に、住職が洪水に悩まされる為、寺を現在の場所に移した。元の時代、香火が絶えず、境内の8か所の名所は「静安八景（赤烏碑、陳朝檜、講経台、蝦子潭、湧泉、緑雲洞、滬瀆塁、蘆子渡）」と命名され、名が知れ渡り、山門の前の湧泉は更に「天下第六泉」と誉め称えられた。明の太祖の1369年（洪武2年）、静安寺は1枚銅の鐘（洪武大鐘）を鋳造して、今なお寺宝として残っている。
1860年（咸豊10年）、太平天国の軍隊は上海西の郊外まで進撃して、静安寺の堂塔は戦火で倒壊した。わずかに残った1基の堂宇は数年のちに倒壊して、仏像は覆う堂宇がなく風雨に晒された。1880年、胡雪巌などの出資援助のもとで、静安寺は再建されて、1年後に竣工した。その後毎年、中国暦4月8日の釈迦の誕生日に寺廟の縁日を行って、上海の一つの重要な民俗習慣となり、1963年まで続けられた。
1862年（光緒6年）、租界に跑馬道から静安寺に至る静安寺路（今の南京西路）ができ、またここから西へ徐家匯に至る海格路また梵皇渡に至る極司非爾路（Jessfield Road）が建設された。そして、静安寺は上海の西地区の交通網の中心となる。1899年（光緒25年）、上海共同租界は西に拡張され静安寺まで範囲となった。そして、迅速に商業繁華街に変化して、大型アパートなども建設された。1901年（光緒27年）、公共租界は静安寺警察署を設立する。1908年（光緒34年）、静安寺を起点とする路面電車が開通する。付近は上海の西地区の中心地として繁栄し、静安寺には参拝者の線香やろうそくが絶えることは無かった。1921年には、仏殿の東のスペースに三聖殿を建設した。
1912年、静安寺において、中国仏教総会が創立した。
1953年、持松法師は、境内に真言宗の壇場を創立して、五代以来長く絶えていた密教の道場が開設された。
1966年、文化大革命の初め、仏像、法器は徹底的な破壊に遭い、持松法師は迫害に遭って、僧侶はしかたなく還俗した。寺は改築してプラスチックの工場となった。1972年、仏殿は火事となり焼失、静安寺は一面の廃墟となった。
1979年以後、中国政府は再び宗教寺院として指定する。1983年、国務院は漢族地区の仏教の全国重点寺院の一つに静安寺を認定する。1984年以後、静安寺の再建が始まり、続々と赤烏山門、天王殿、三聖殿、功徳堂、方丈室などが建築された。1990年、基本的な修復を終えて静安寺は対外開放をする。1991年5月12日、仏殿の仏像の開眼式が行われ、寺域は中華民国の時期の規模まで回復した。現在、静安寺は中国内陸の最も重要な密教の真言宗道場である。
2008年6月以来、本殿は全面改築中であり、一部仏像が旧本殿地階部分において公開されている。
中國の夏暦＝農暦で、毎月1日と15日の両日は、通常20元の入場料が免除され、敷地内を無料開放している。

## 建築
主要建築：
天王殿 

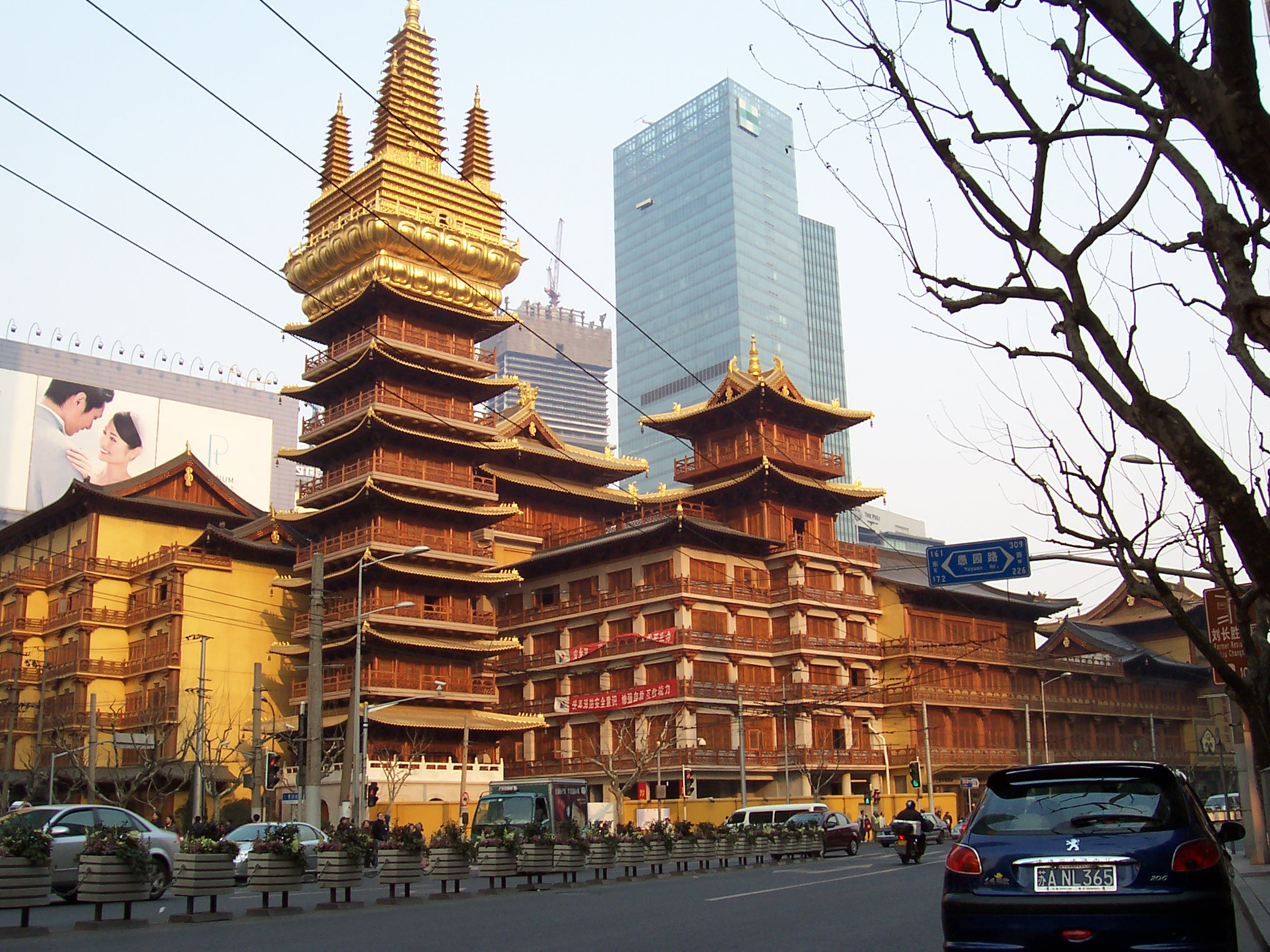
静安寺

大雄宝殿（仏殿）：中に3.9mの高さの玉仏があり、中国最大。
三聖殿 
その他の建築：
功徳堂

## 文物
明朝時代の銅鐘＝洪武大鐘
南宋の光宗（趙惇）の「雲漢昭回之閣」碑
蘇軾、文徴明、揚州八怪、呉昌碩、張大千等の名人書画、王一亭の仏画

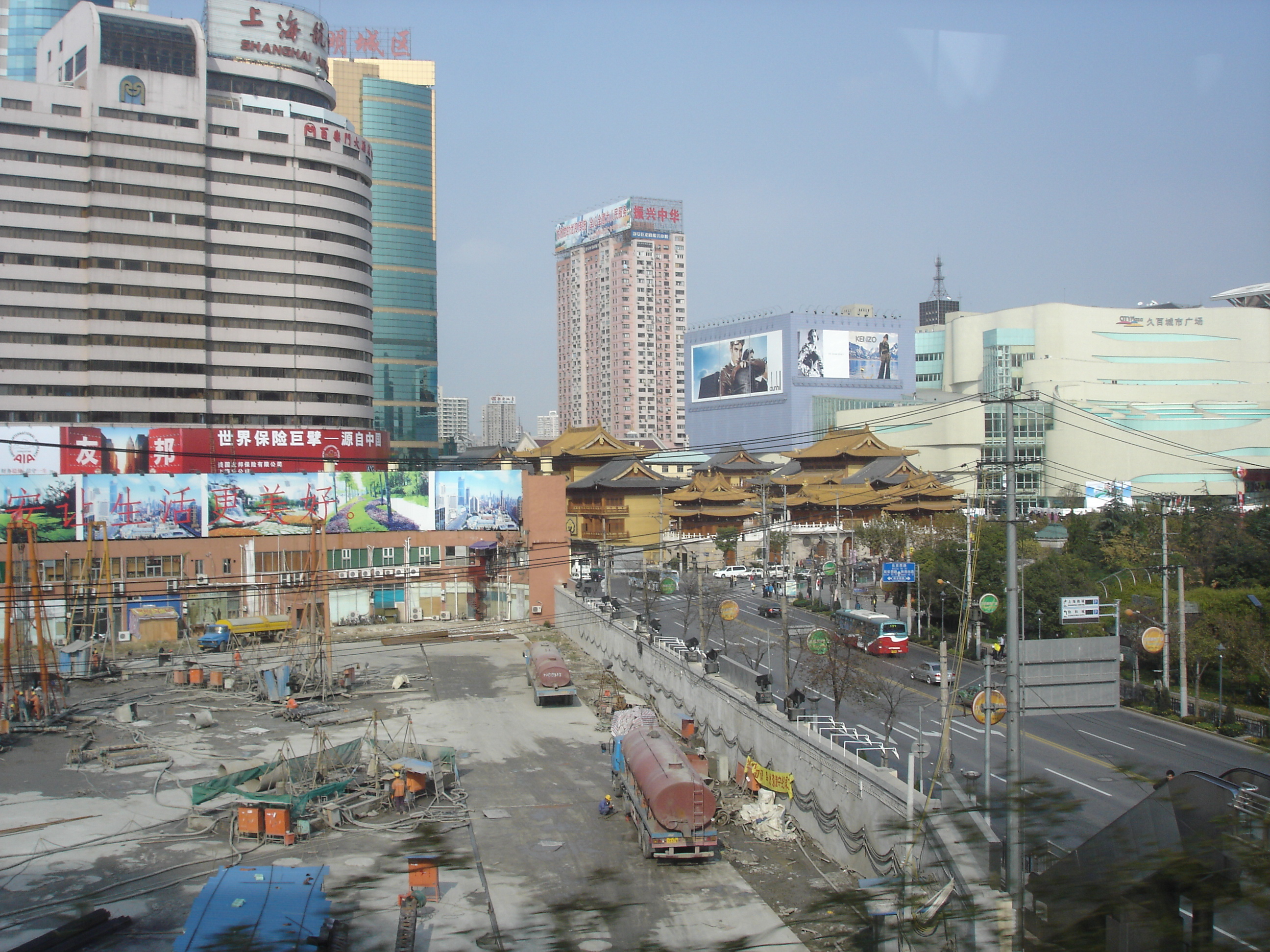
中央の黄土色の建築物が静安寺

## 交通
上海地下鉄2号線、上海地下鉄7号線、静安寺駅

## 境内

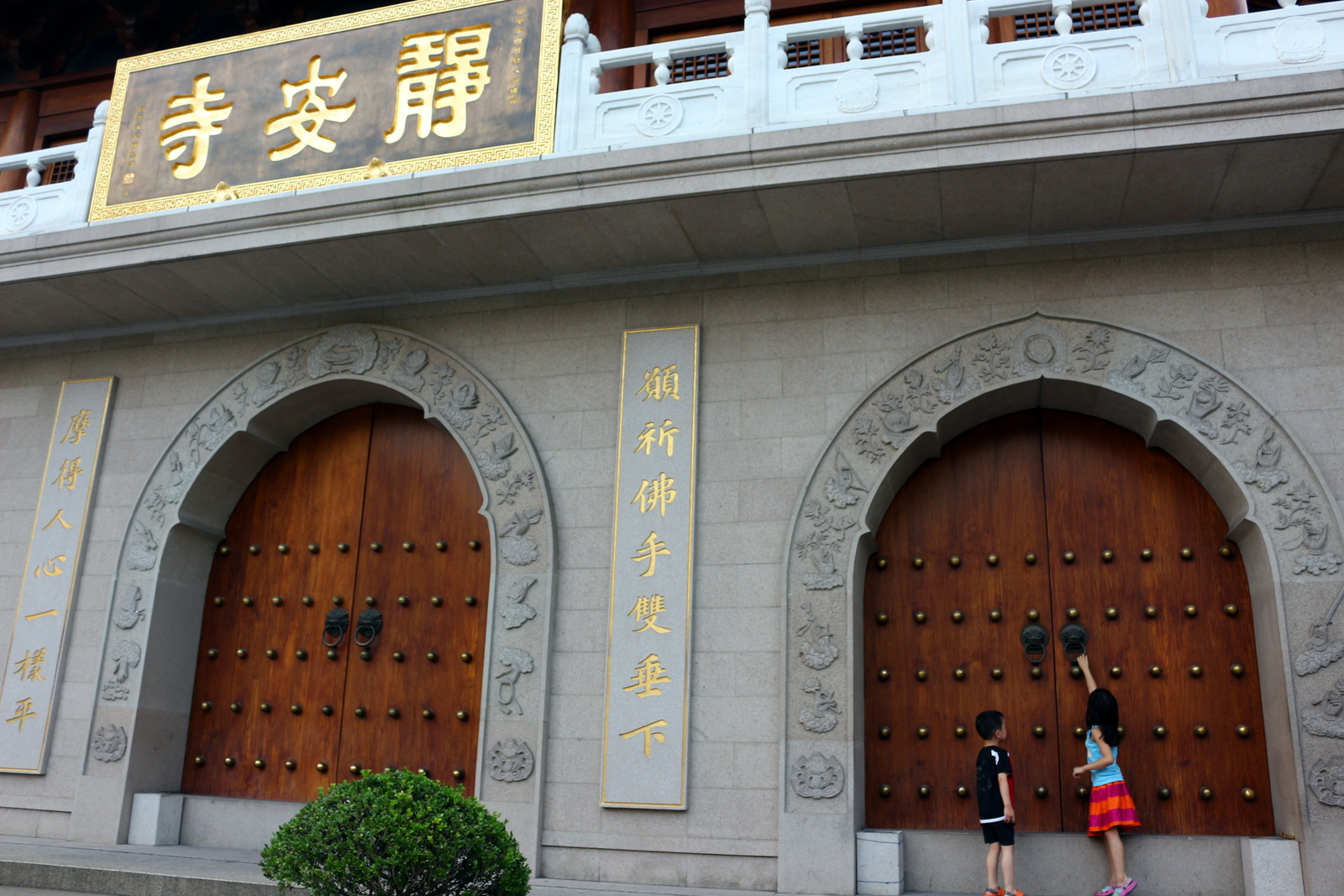
静安寺の正門
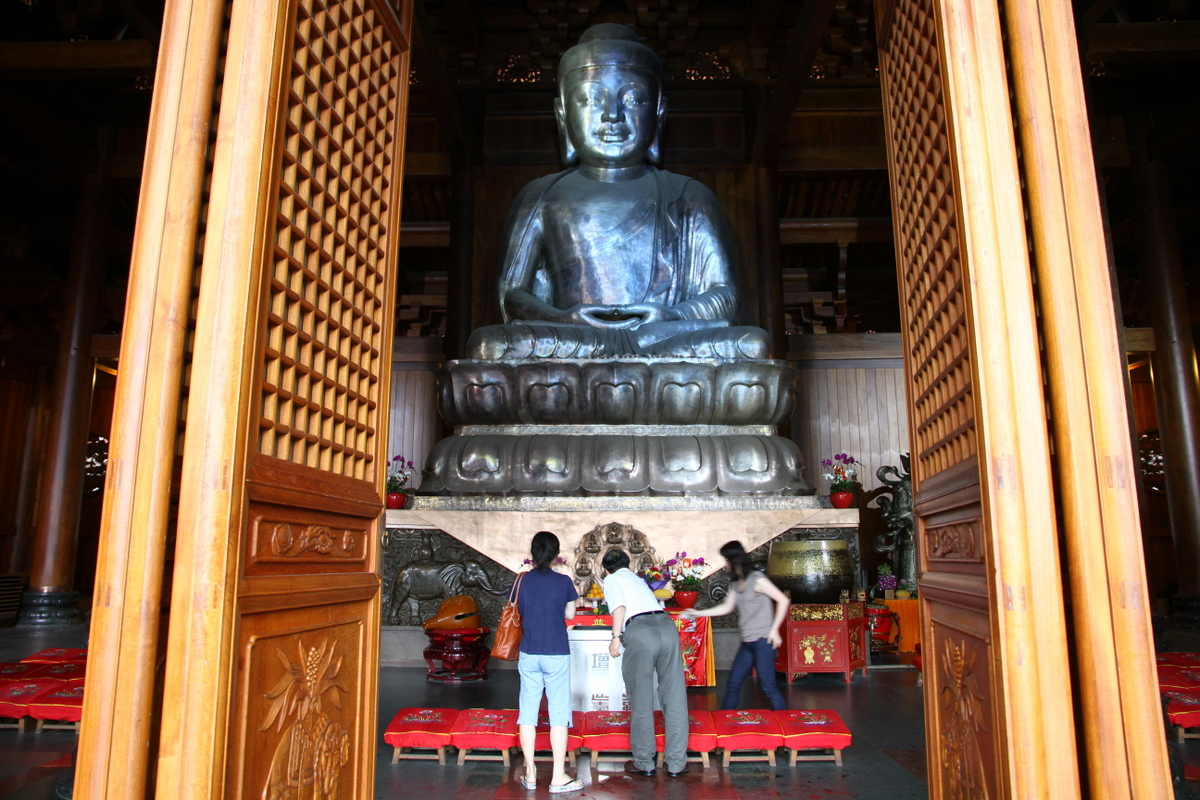
聖殿の仏像
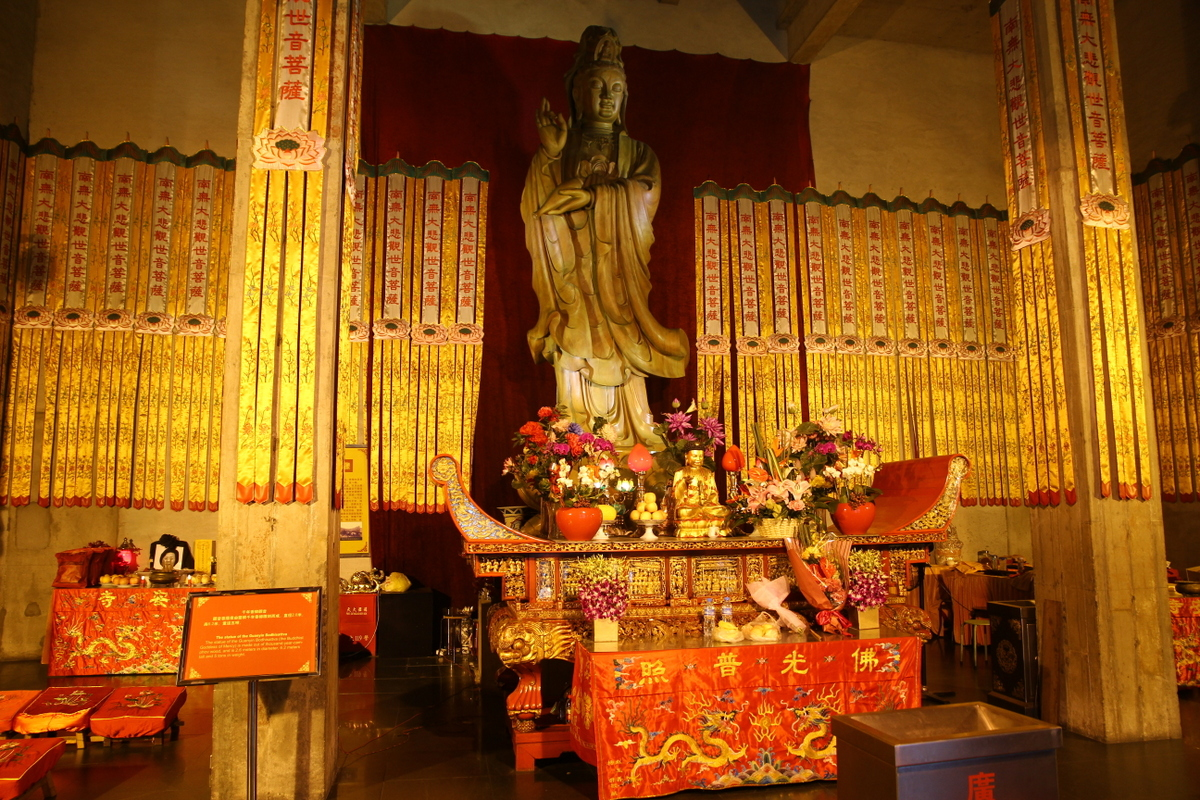
観音堂
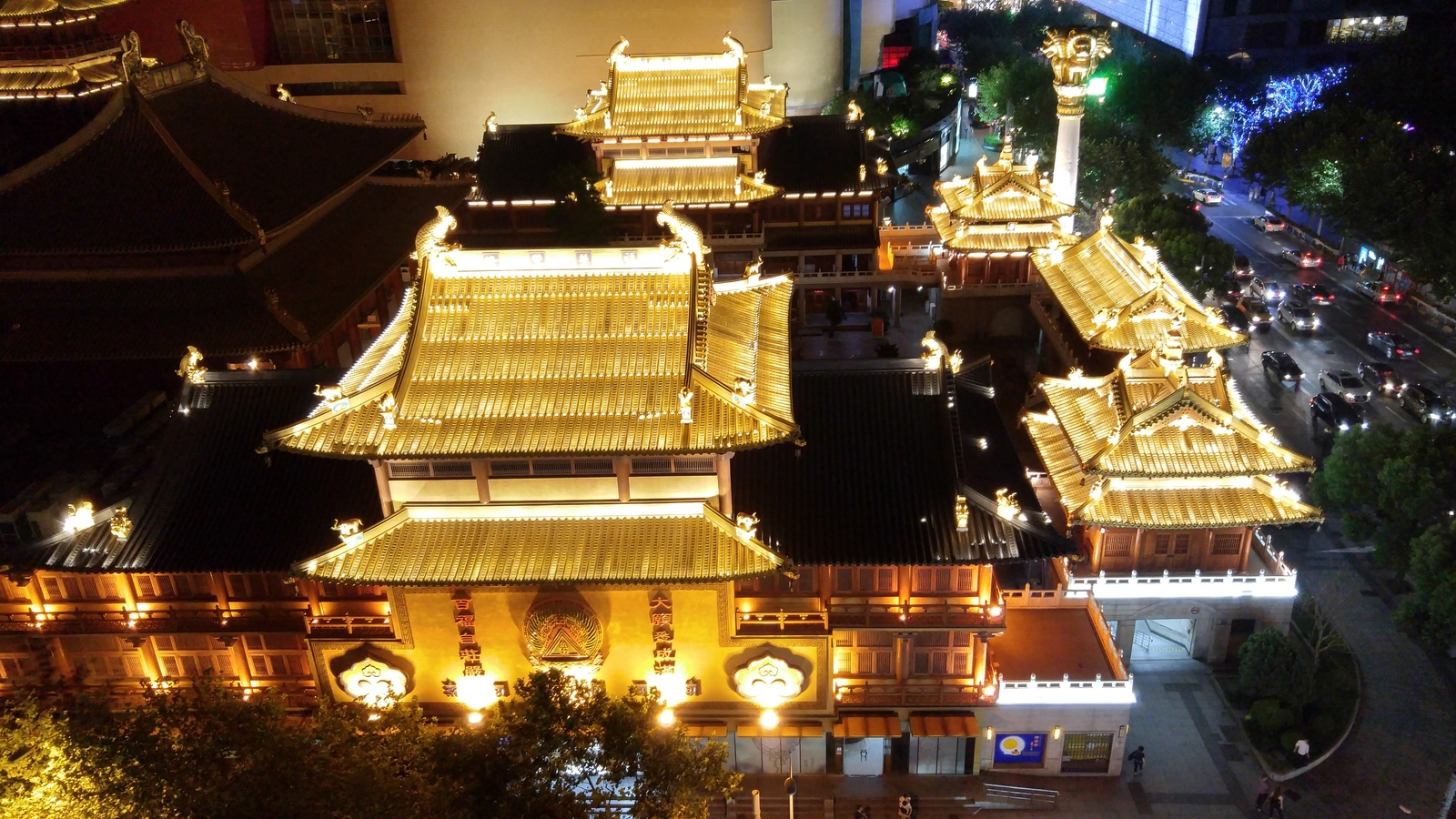
静安寺の夜景
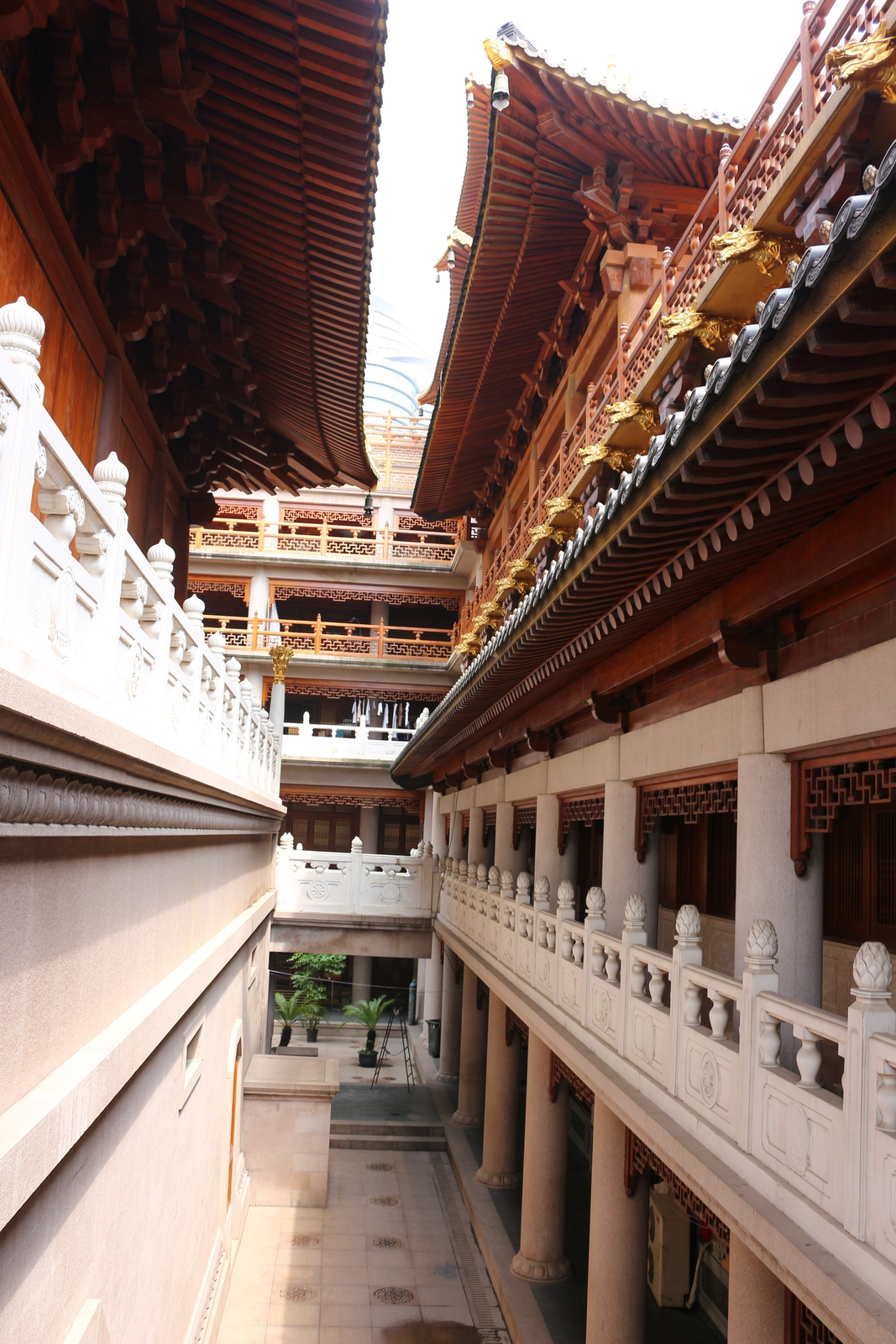
寺の内部
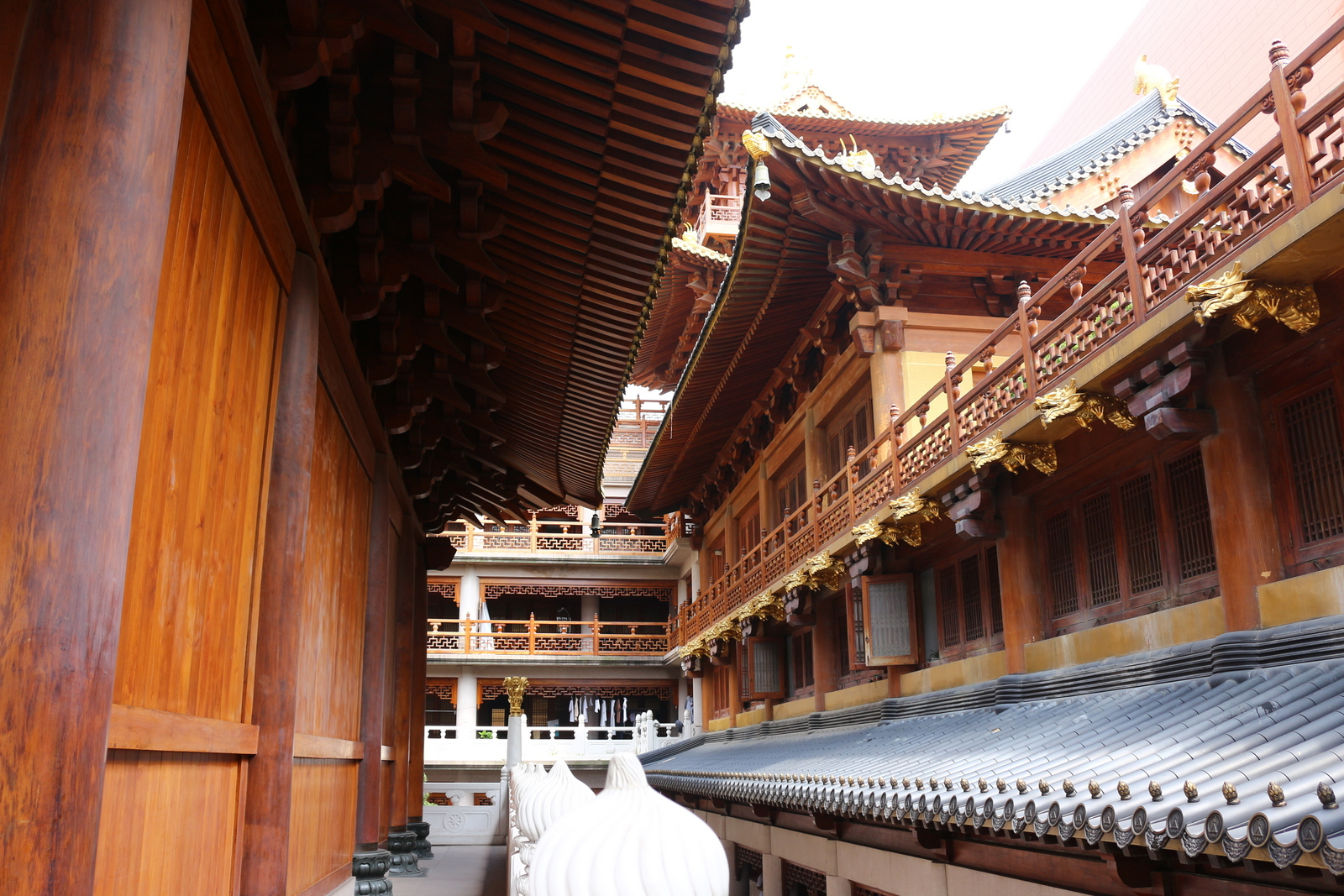
内部
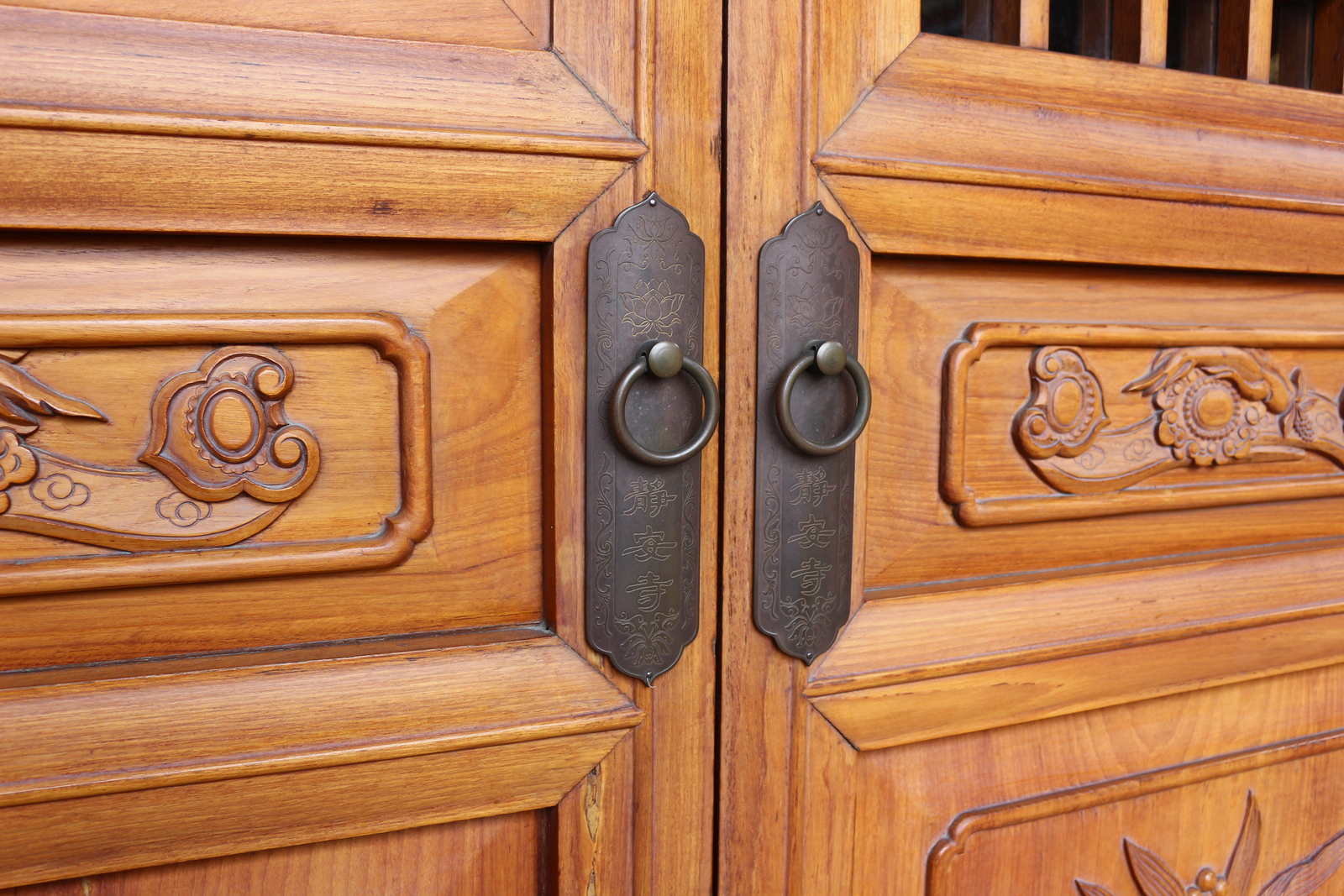
寺の扉
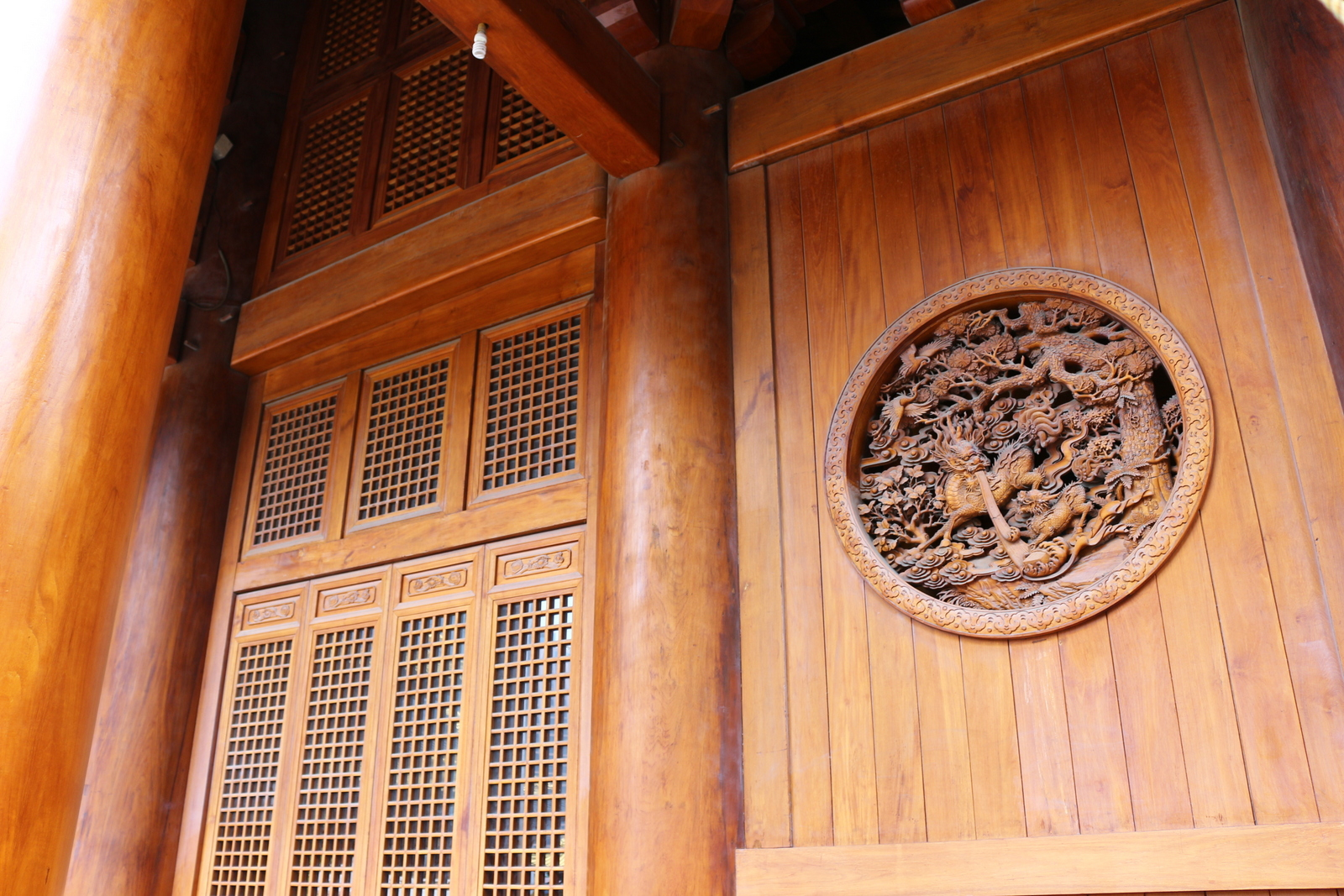
窓
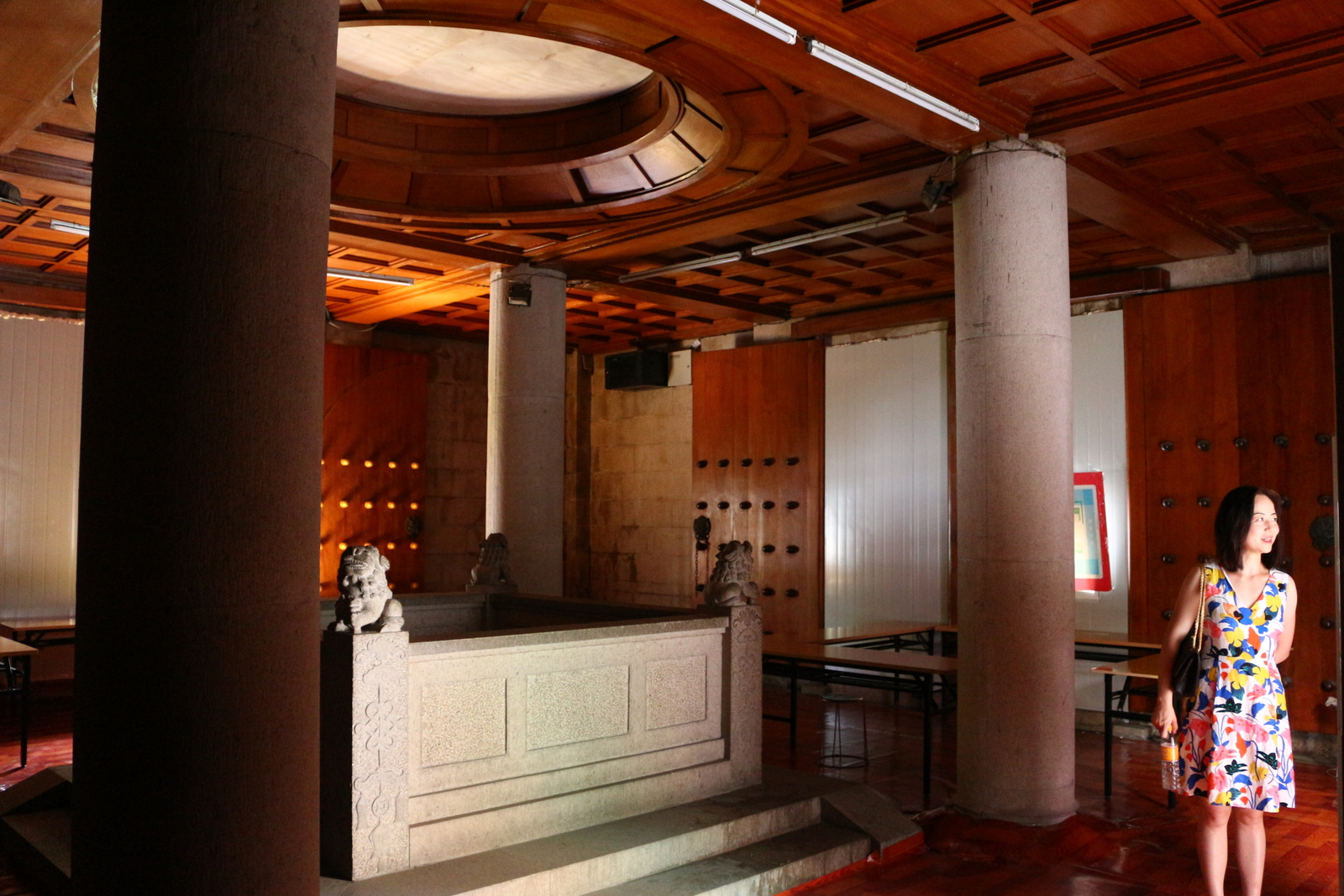
井戸の部屋
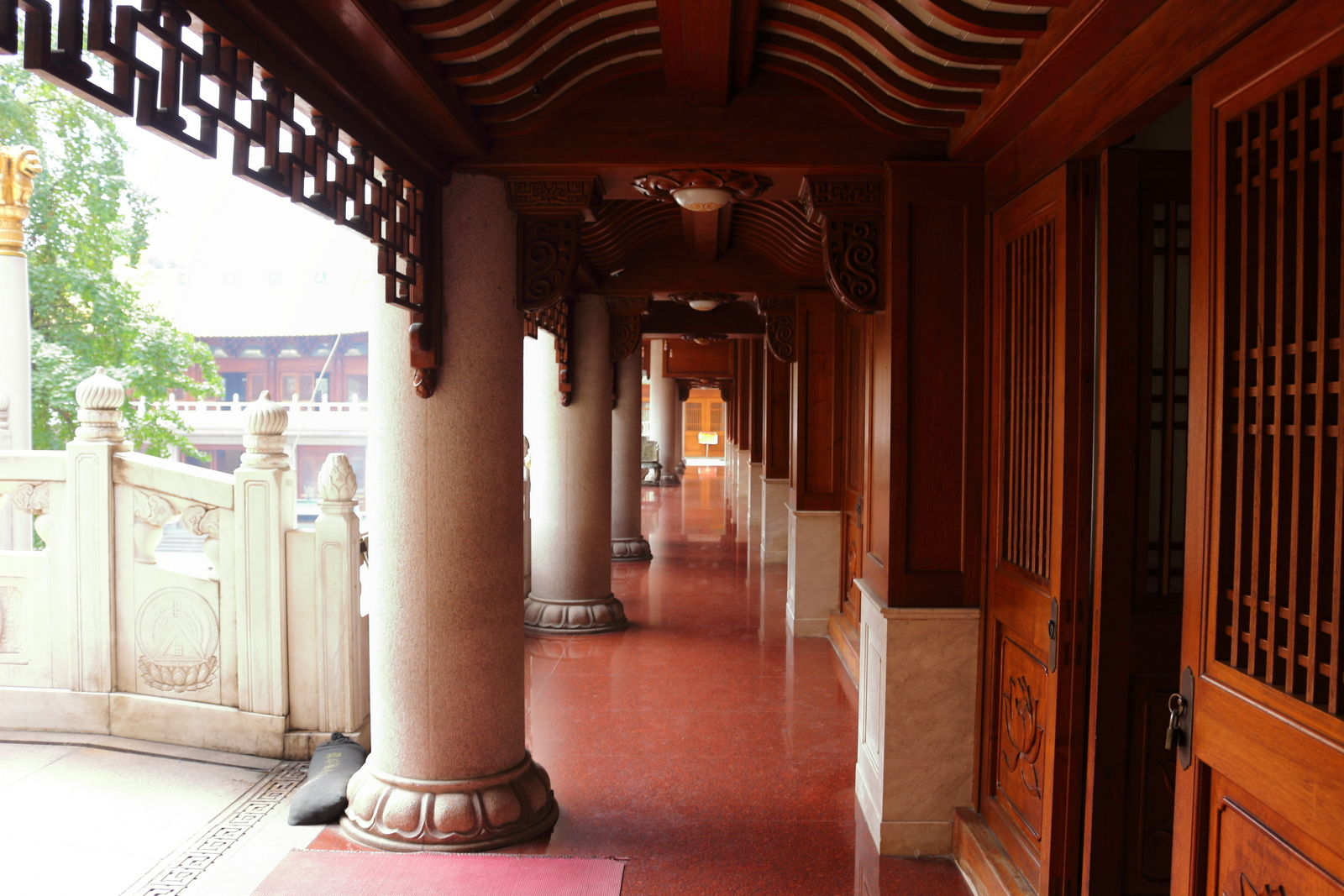
歩道
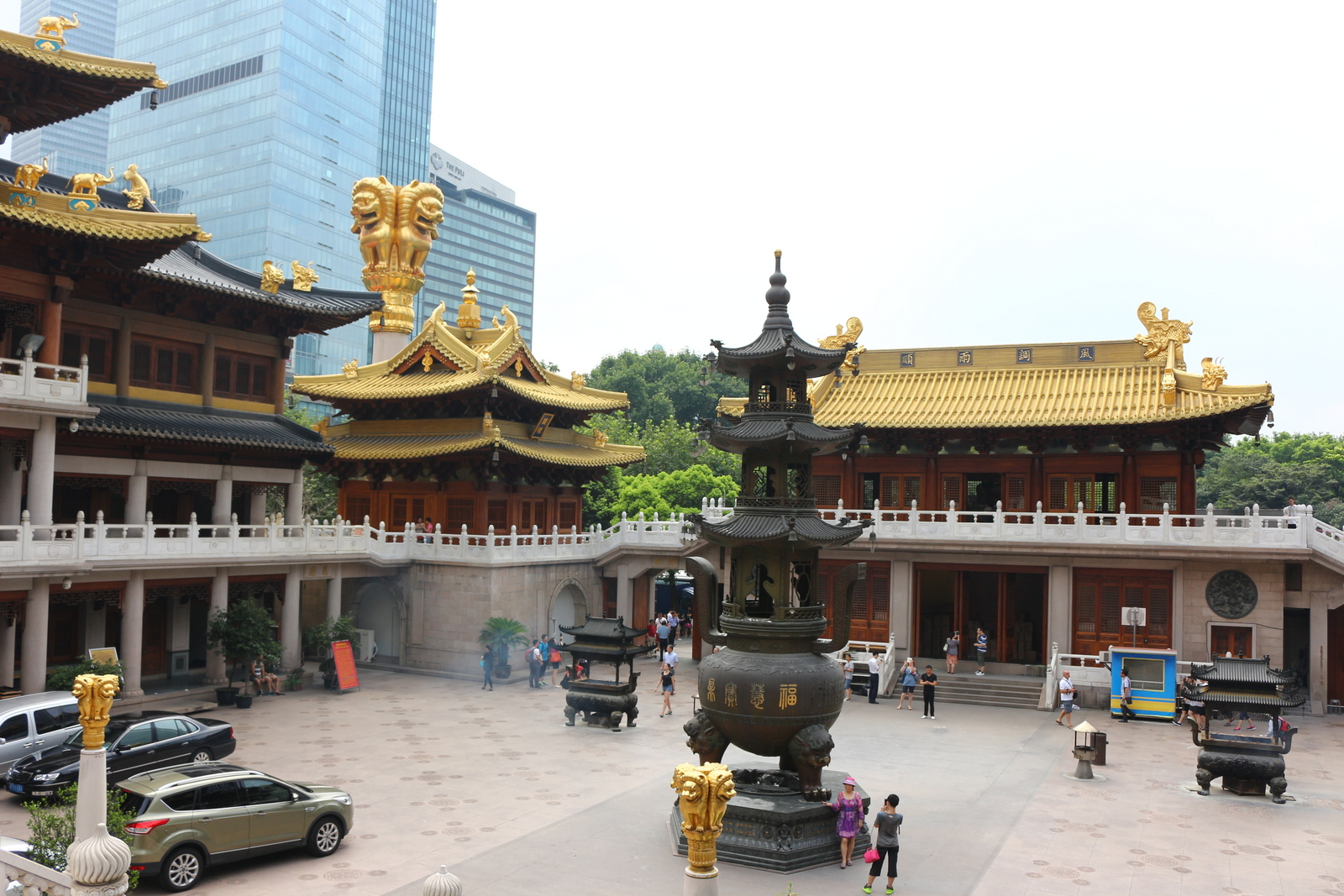
静安寺の庭
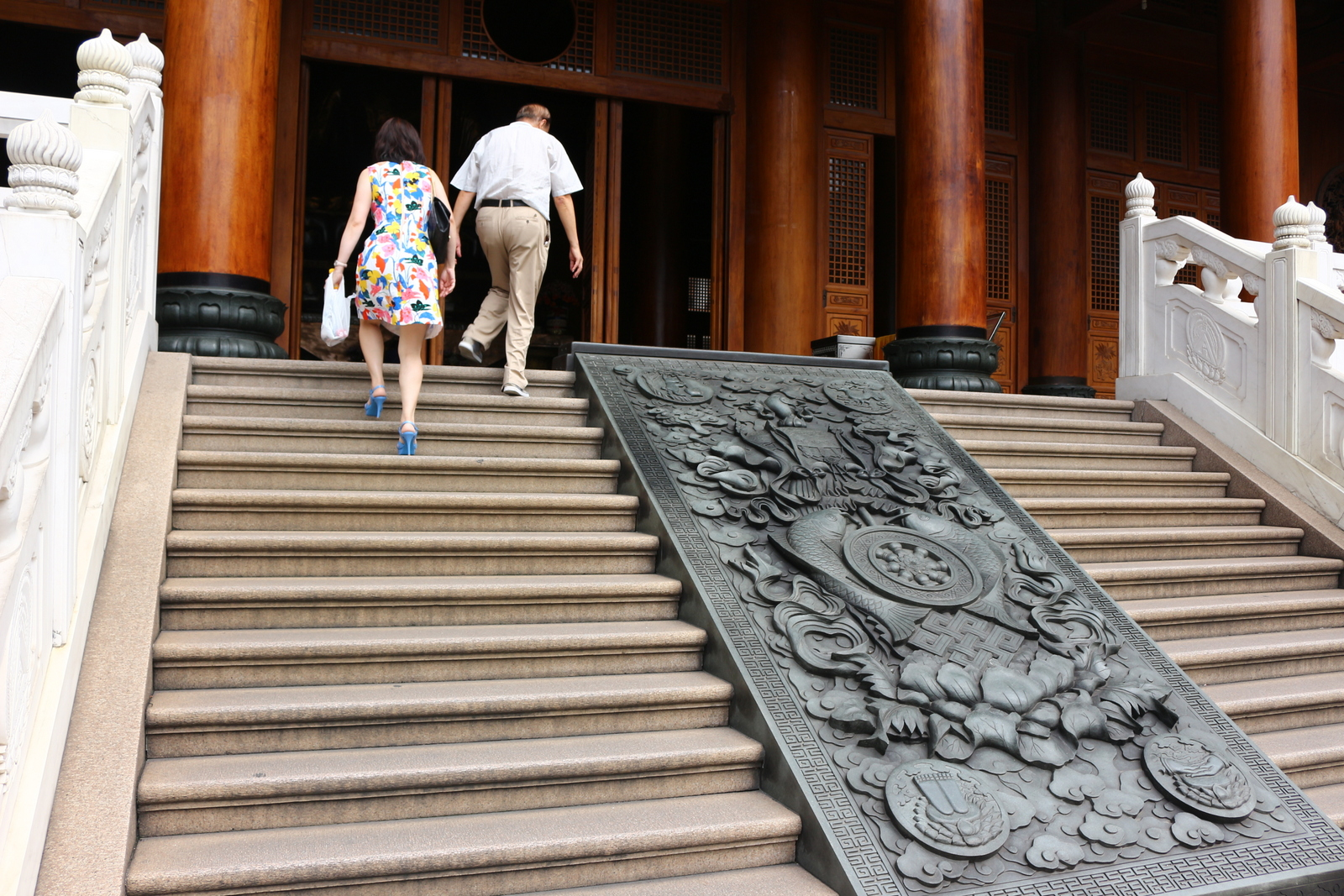
階段と彫刻
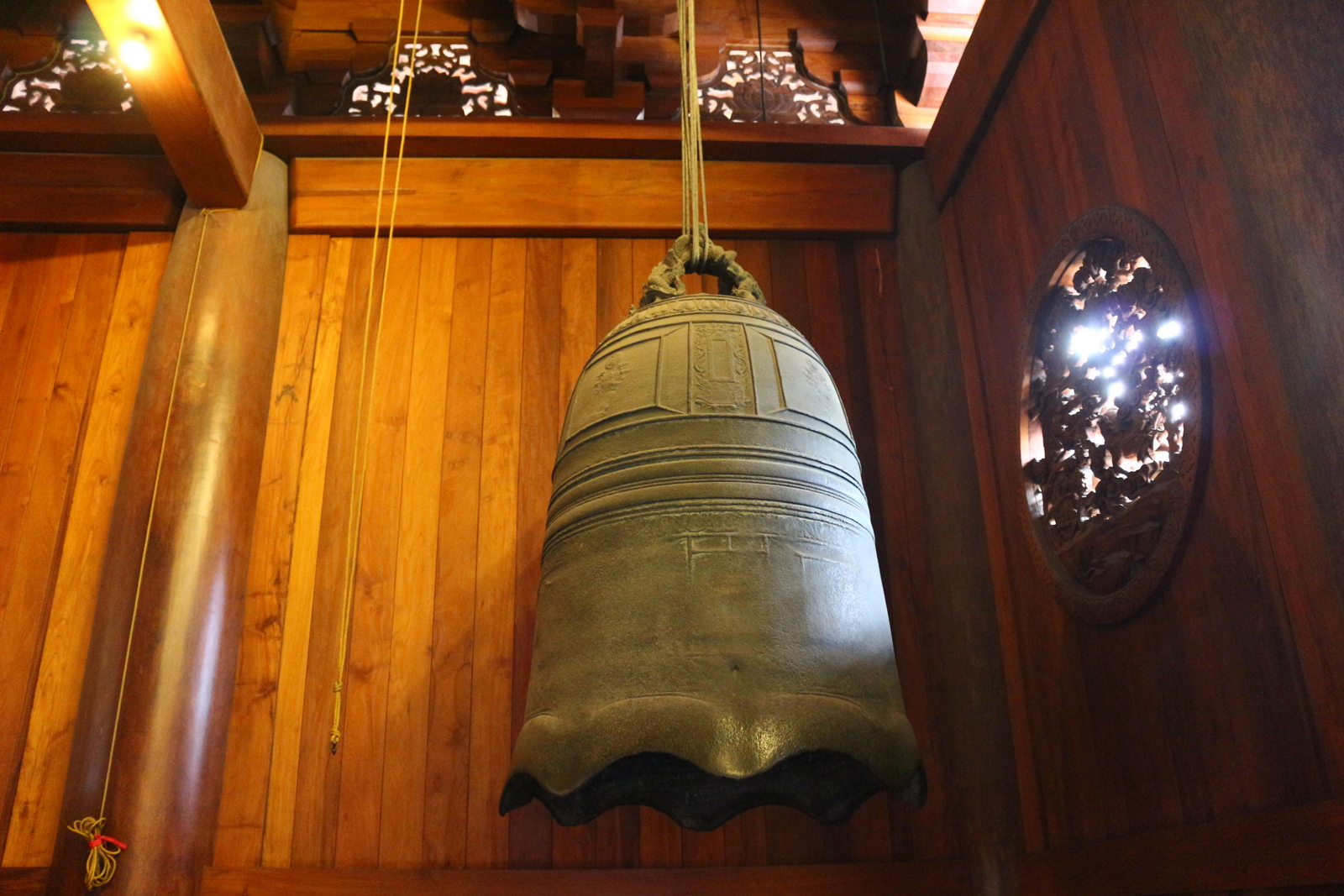
鐘
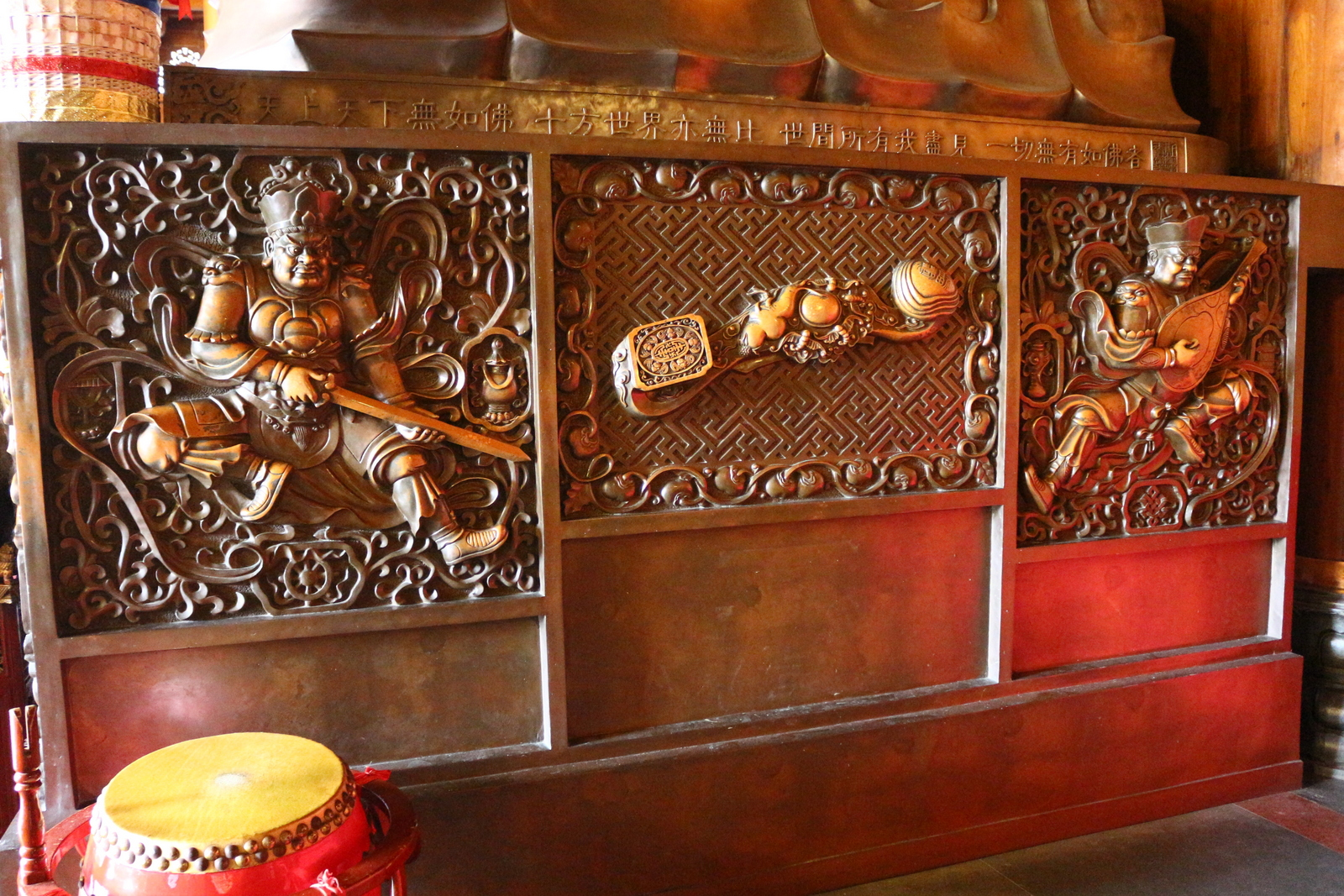
彫刻
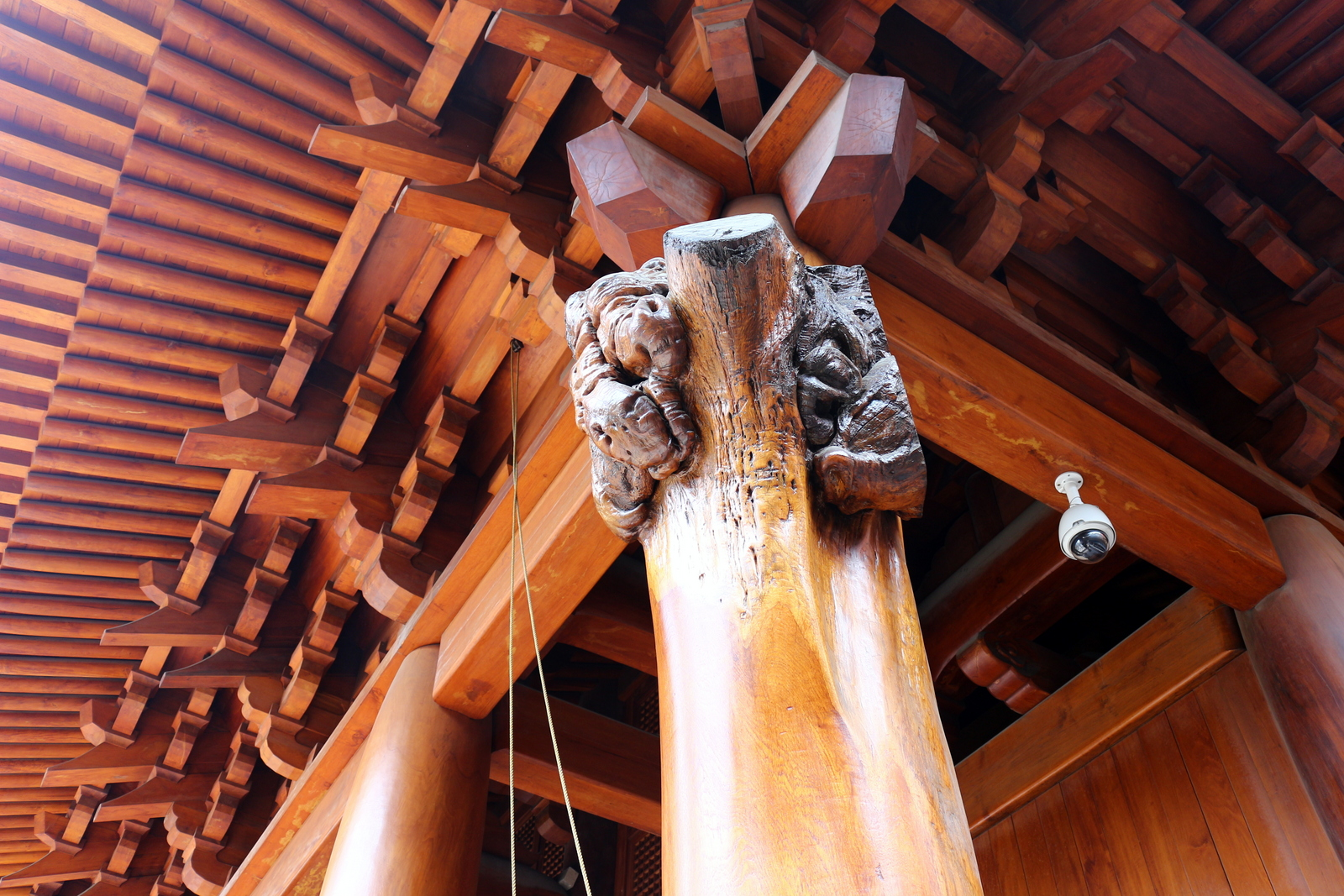
寺の右端の梁は上まで届いていない